# Лагздынь, Виктор Оттович
Виктор Оттович Лагздынь (собственно Викторс Лагздиньш, латыш. Viktors Lagzdiņš; 28 августа 1926, Рига — 22 октября 2008) — латвийский писатель и журналист.
С 1931 года жил вместе с матерью в Лиепае, учился в школе и гимназии, перед началом занятий в выпускном классе был в июле 1944 года мобилизован в Латышский легион. Проходил военное обучение на территории нынешних Польши и Чехословакии, затем попал в советский плен под Грайфсвальдом, некоторое время находился в лагере для военнопленных под Пренцлау, откуда был мобилизован в советскую армию и отправлен обратно в Латвию. Работал в Лиепае чертёжником, в 1947 году окончил Лиепайское педагогическое училище. Преподавал в школе-семилетке в Газенпотском уезде, затем в 1952—1958 гг. директор Лиепайского дома пионеров. Одновременно учился заочно на факультете латышского языка и литературы Рижского педагогического института, который окончил с отличием в 1958 году. В 1958—1982 гг. работал в лиепайской городской газете «Коммунист», заведуя отделами культуры и юмора. В 1982—1986 гг. заведовал отделом литературы в латвийской республиканской газете «Сельская жизнь» (латыш. Lauku dzīvē). С 1986 года на пенсии.
Лагздынь опубликовал на латышском языке 10 книг, среди которых краеведческие сочинения, юмористическая проза и приключенческие произведения для детей, в том числе роман «Цепная реакция» (латыш. Ķēdes loks; 1972, переведён на русский, украинский, киргизский и немецкий языки). Наиболее известная книга Лагздыня — детективный роман «Ночь на хуторе Межажи» (латыш. Nakts «Mežāžos»; 1976, переведён на русский, английский, венгерский, чешский, словацкий, украинский, литовский и эстонский языки), считающийся одним из важнейших образцов детективного жанра в латышской литературе. По мотивам романа снят кинофильм «Малиновое вино» (1985). В 1980-е гг. писал автобиографическую книгу, которая осталась неопубликованной.